# Eskil di Lund
Eskil di Lund (1100 circa – Chiaravalle, 7 settembre 1181) è stato un vescovo cattolico danese, arcivescovo di Lund in Scania, Danimarca ora in Svezia. Fu uno dei più capaci principi della Chiesa in Scandinavia. Un uomo di profonda pietà, sempre zelante per il bene della Chiesa, e difensore coraggioso e disinteressato dei diritti della gerarchia nella sua lotta contro il potere civile e gli usurpatori clericali.

## Biografia
Eskil nacque intorno al 1100. Suo padre Christian discendeva da una famiglia illustre dello Jutland ed era legato a diverse famiglie reali. A dodici anni il giovane Eskil fu accolto nella scuola della nuova cattedrale a Hildesheim. Qui, nel corso di una brutta malattia, pare sia stato onorato da una visione della Madre di Dio, che, rimproverandolo per il suo comportamento frivolo, lo salvò dalla perdizione imminente e restaurò la sua salute, chiedendo cinque misure di diverse varietà di grano come offerta di ringraziamento. Questa visione venne interpretata nel senso che Eskil avrebbe raggiunto un'alta dignità ecclesiastica e avrebbe fondato cinque confraternite.
Nel 1131, suo zio Asser (Asger), primo arcivescovo di Lund, lo nominò prevosto della cattedrale. Nel 1134 fu consacrato vescovo di Roskilde, e dopo la morte di Asser (1137) gli succedette come arcivescovo. Egli difese con successo i diritti metropolitani della sua sede, nonostante le proteste dell'arcivescovo di Brema. Ricevette il pallio (insegna arcivescovile) da papa Innocenzo II attraverso il legato pontificio, cardinale Theodignus, che, con molti vescovi scandinavi, era presente al Sinodo provinciale di Lund (1139). Eskil completò la nuova cattedrale romanica che consacrò nel 1145. In questa occasione aumentò la composizione e le dotazioni del capitolo della cattedrale e migliorò la condizione della sua scuola.
In diverse occasioni Eskil venne coinvolto in dispute politiche interne fra re rivali, fino al punto di essere temporaneamente tenuto prigioniero nella sua cattedrale, per la qual cosa venne successivamente indennizzato con diverse donazioni di appezzamenti di terreno. Durante le Crociate, Eskil, animato dall'esempio di San Bernardo, predicò una crociata contro i pagani Venedi, che, purtroppo non ebbe successo. Egli, tuttavia, continuò la sua campagna con ardore giovanile, anche nella vecchiaia, fino a che, dopo la conquista di Rügen, i Venedi accettarono il cristianesimo.
Nel 1152 il cardinale Nicholas Breakspear venne inviato come legato pontificio in Scandinavia per risolvere alcuni affari ecclesiastici. La Norvegia venne costituita come provincia ecclesiastica separata, con la sua sede metropolitana di Trondheim (Nidaros). Eskil rimase arcivescovo di Lund e venne nominato Primate di Svezia e legato pontificio per il Nord.
Provvedendo ad un'accurata selezione delle persone da inserire nelle alte cariche ecclesiastiche, realizzò un grande miglioramento della vita religiosa. Nel 1161 elaborò un codice di diritto canonico per la Scania, che, dieci anni più tardi, venne introdotto in Danimarca.
Gli ordini monastici furono particolarmente in debito con Eskil. Come vescovo di Roskilde chiamò i Benedettini a Næstved, e il monastero degli agostiniani di Eskilsö, nei pressi di Roskilde, fu probabilmente fondato da lui. In seguito fondò il monastero premonstratense di Tommerup, Scania. I Cavalieri di San Giovanni si stabilirono a Lund durante il suo mandato episcopale. Nel Seeland, ci fu anche un'abbazia di monaci certosini, ma solo per un breve periodo di tempo. I monaci cistercensi furono i favoriti di Eskil, che fondò il loro primo monastero nel 1144 a Herrevad (Herivadum) vicino a Helsingborg, presto seguito da uno a Esrom (1154). Eskil fu in corrispondenza con San Bernardo, che ammirava e riveriva. Successivamente, al fine di essere ammesso nell'Ordine cistercense, rese visita a San Bernardo a Chiaravalle nel 1152 ma questi gli rifiutò l'ammissione, sottolineando che i suoi servizi di vescovo sarebbero stati più vantaggiosi per la Chiesa in generale.
Avendo appreso della morte di Bernardo (1153), Eskil si recò in pellegrinaggio sulla tomba del santo e poi a Roma, dove papa Adriano IV confermò tutti i suoi privilegi arcivescovili. Di ritorno in sede fu imprigionato a Thionville (su iniziativa dell'arcivescovo di Brema?). In una lettera ai re e vescovi della Danimarca, Eskil espresse la sua disponibilità a soffrire innocentemente in difesa delle prerogative della Chiesa piuttosto che essere riscattato.
Dopo aver ottenuto la libertà, nel 1158, Eskil tornò in sede dove trovò il re Valdemaro sovrano unico. Quando quest'ultimo prese le parti dell'antipapa Vittore IV, Eskil, fedele ad Alessandro III, si rifugiò in terra straniera. A parte un pellegrinaggio a Gerusalemme, visse in Francia (Chiaravalle), nelle immediate vicinanze del papa. Nel 1164 consacrò Stefano di Alvastra, un monaco cistercense, primo arcivescovo di Uppsala. L'anno seguente, il benedettino Fulco venne da lui inviato come vescovo missionario in Estonia.
Dopo la riconciliazione di Valdemaro con Alessandro III, Eskil tornò in sede (1168). Dopo la solenne traslazione delle reliquie del canonizzato (1169) martire-duca, Canuto Lavard († 1131), padre di Valdemaro, Eskil incoronò a Ringsted, nel 1170, il figlio settenne di questi Canuto. 
Dopo un altro soggiorno a Chiaravalle (1174-1176), l'arcivescovo venerabile ricevette il permesso dal Papa di dimettersi e di nominare un successore. Nella primavera del 1177, alla presenza del re, di numerosi prelati e di una grande folla riunite nella cattedrale di Lund, Eskil, dopo aver letto il decreto papale, dichiarò di dimettersi di propria iniziativa, depose l'insegna ufficiale sull'altare, e tutti consenzienti, designò vescovo Absalon di Roskilde come suo successore. Poi si ritirò a Chiaravalle, trascorrendo i suoi ultimi giorni da semplice monaco. I Cistercensi lo onorarono come venerabile.
La questione se Eskil era sposato e aveva una figlia, è oggetto di controversie. Anche se il celibato del clero non era in genere assoluto durante il suo tempo, si può dedurre, dai suoi principi strettamente religiosi, che Eskil non ignorò le disposizioni del diritto canonico sposandosi dopo la sua ammissione agli ordini sacri. L'affermazione che Eskil ebbe una bambina si basa principalmente sul Gesta Danorum di Saxo Grammaticus. Saxo, però, era molto ostile a Eskil rimproverandogli di aver anteposto gli interessi della Chiesa universale a quelli della monarchia danese.

## Successione apostolica
La successione apostolica è:
- vescovo Jón Knútur (1150)
- vescovo Klængur Þorsteinsson (1152)
- arcivescovo san Stefan, O. Cist. (1164)
- vescovo Fulco, O. Cist. (1170)
- vescovo Jocelin (1175)